# Михаил Павлович
Великият княз Михаи́л Па́влович Рома́нов (8 февруари 1798 – 9 септември 1849) е най-малкият син на руския император Павел I и принцеса София Доротея Вюртембергска. Той е брат на императорите Александър I и Николай I.
На 19 февруари 1824 г. Михаил Павлович се жени за принцеса Шарлота Вюртембергска. Те имат пет деца:
- Великата княгиня Мария Михайловна (1825 – 1846)
- Великата княгиня Елизавета Михайловна (1826 – 1845)
- Великата княгиня Екатерина Михайловна (1827 – 1894)
- Великата княгиня Александра Михайловна (1831 – 1832)
- Великата княгиня Анна Михайловна (1834 – 1836)

Великият княз има и една извънбрачна дъщеря – Надежда Михайловна Половцова (1843 – 1908).
Специално за великия княз архитектът Карло Роси построява Михайловския дворец в Петербург, който сега е сграда на Руския музей.